# Pukintika
Pukintika (Aymara puki weiße Erde, tika Lehmziegel,) auch Puguintica, Puquintica, Poquentica oder Puquentica) ist ein Vulkangipfel in den südamerikanischen Anden mit einer Höhe von etwa 5750 m, in der Cordillera Occidental an der Grenze zwischen Bolivien and Chile. Der Vulkan liegt in der Arica und Parinacota Region im nordöstlichen Chile, und dem Departamento Oruro im westlichen Bolivien (im Kanton Julo im Municipio Sabaya in der Provinz Sabaya.
Der Pukintika liegt nördlich des Salar de Surire, und östlich des Arintica, einem Vulkan, der jünger als der Pukintika ist.  In der Gipfelregion des Pukintika liegt ein Kratersee mit einer Fläche von etwa 2500 m².

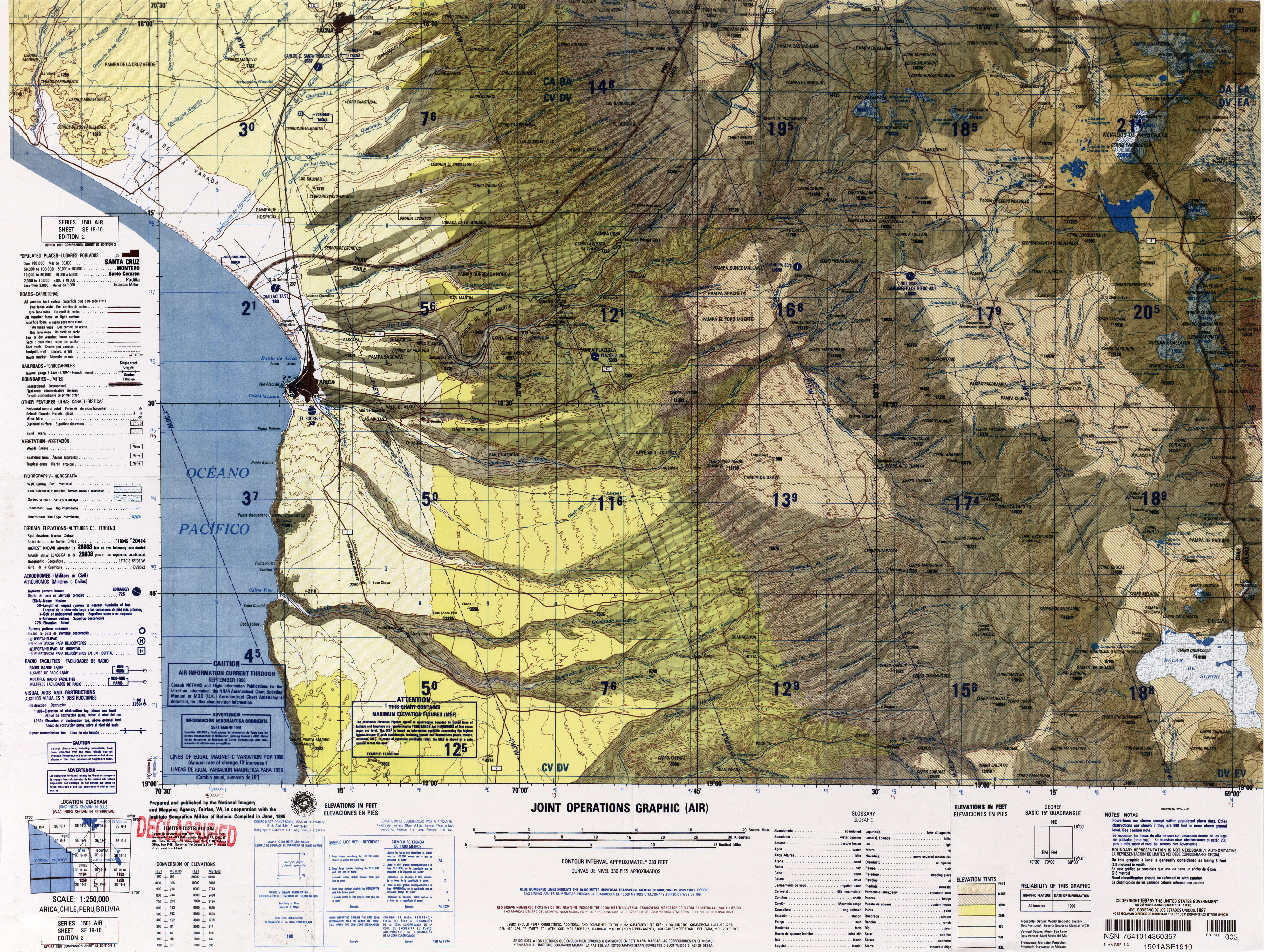
Pukintika an der Grenze von Bolivien und Chile